# Hermias (ministro)
Hermias (griego: Eρμειας o Eρμιας; muerto en 220 a. C.) fue un funcionario cario que se encumbró hasta llegar a ser el valido del rey seléucida Seleuco III Cerauno (225-223 a. C.), y que quedó como regente de Siria cuando el monarca partió en la expedición de los montes Tauro, en el curso de la cual encontró la muerte, en el año 233 a. C.

## Biografía

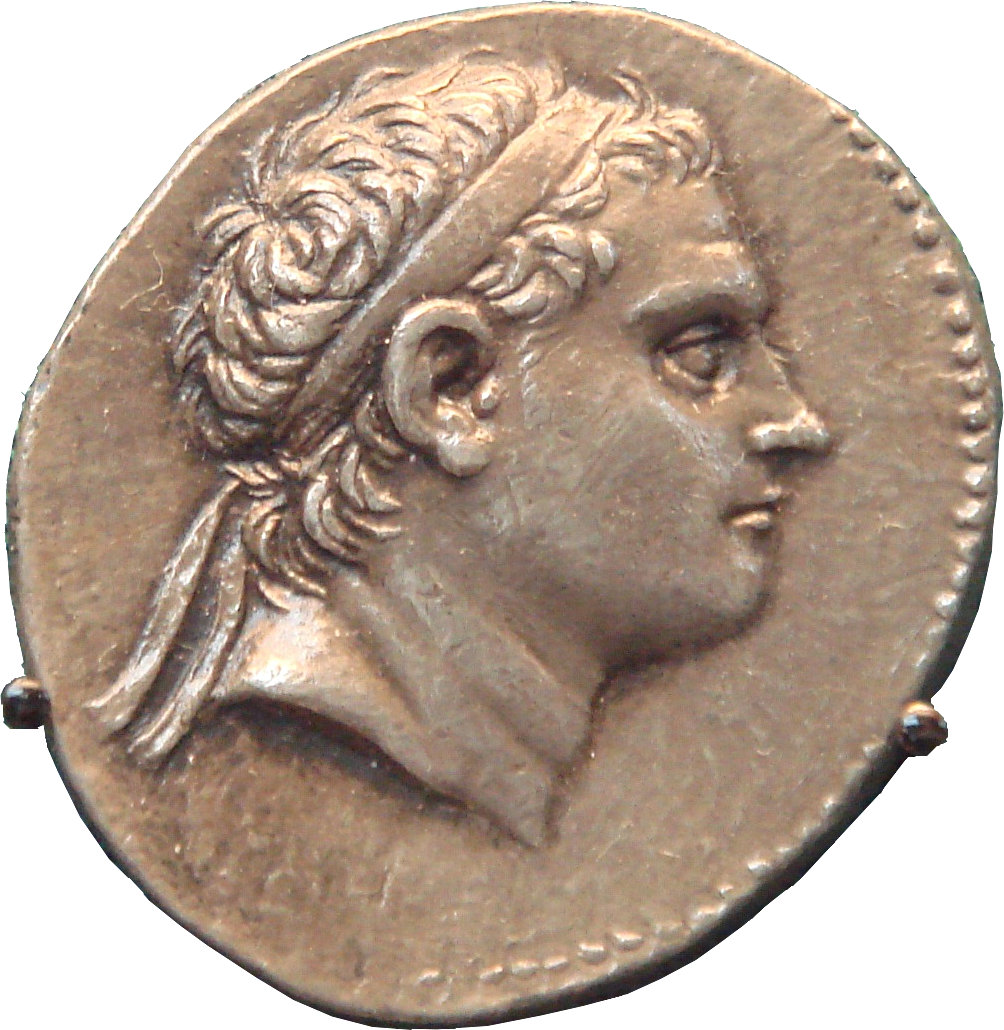
Moneda de plata de Antíoco III.

### Ministro de Antíoco III
La muerte de Seleuco dio a Hermias la posesión de un poder casi indiscutible, pues la disposición celosa y angustiada del joven rey Antíoco III (223-187 a. C.), de tan sólo 15 años, le llevó a eliminar a cualquier posible competidor por el trono. La formidable revuelta de los sátrapas Molón y Alejandro en las provincias orientales del Imperio parecía exigir toda la atención de Antíoco, pero Hermias le convenció para que delegase la dirección del ejército enviado contra los insurgentes a sus generales Jenón y Teodoto, mientras él en persona avanzaba sobre Celesiria, en manos del Reino ptolemaico. El rey cosechó un completo fracaso en la batalla de Rafia, mientras que las tropas enviadas contra Molón eran totalmente derrotadas, con lo que aquel se hizo con las provincias limítrofes del Tigris. Esta vez la opinión de Hermias, que seguía oponiéndose a la marcha de Antíoco hacia el este, fue ahora ignorada, y el rey se puso al frente de sus soldados la primavera siguiente.
Aunque el favorito había logrado la eliminación de su rival principal, Epígenes, a través de unos cargos inventados de conspiración, su incapacidad absoluta para los asuntos militares se demostró plenamente en la campaña siguiente, en la que Antíoco, siguiendo los consejos de su general Zeuxis en lugar de los de Hermias, logró derrotar al general rebelde en una batalla campal, con lo que se recuperaron los territorios sublevados. Sin embargo, durante el desfile posterior en Seleucia del Tigris, el ministro tuvo de nuevo la oportunidad de mostrar su disposición a la crueldad con la que, a pesar de la oposición de Antíoco, manchó la victoria del joven rey.

### Caída
Se dice que el nacimiento de un hijo de Antíoco y su esposa Laódice despertó en la mente del ambicioso ministro la idea de deshacerse del rey, a fin de gobernar con autoridad aún más descontrolada en nombre de su pequeño hijo. Este nefasto proyecto fue afortunadamente revelado a tiempo a Antíoco, quien había respetado a Hermias por miedo y renuencia, y ahora con mucho gusto se valió de la ayuda de su médico Apolófanes y otros de sus amigos para librarse de su ministro mediante el asesinato (220 a. C.). Polibio, nuestra única fuente para los hechos relatados, ha descrito el carácter de Hermias con los colores más negros, y representa su muerte como un suceso de regocijo general, a pesar de que considera su destino como un castigo inadecuado por sus fechorías.